# この世界は1ダフル
『この世界は1ダフル』（このせかいはわんだふる）は、フジテレビ系列にて2024年10月17日から放送されているバラエティ番組。MCは東野幸治と渡辺翔太（Snow Man）が担当する。

## 概要
さまざまな業界の第一線で活躍する一流たちが選んだ、人生で一番スゴい話＝"1ダフルなエピソード"を紹介するバラエティ番組。
2024年5月3日に特番が放送され、好評だったことから、2024年10月より『オドオド×ハラハラ』の後番組として、木曜21時台でレギュラー化されることとなった。渡辺はこの番組がバラエティ番組初MCとなる。
ただし、2025年以降は前述の"1ダフルなエピソード"は取り上げられなくなり、主に過去の音楽や映像をランキング形式で紹介する内容が中心となっている。

## 出演

### MC
- 東野幸治
- 渡辺翔太（Snow Man）

## 放送リスト

### パイロット版
| 回 | 放送日   | 選出者   | テーマ                             | ゲスト            | 備考         |
| -- | -------- | -------- | ---------------------------------- | ----------------- | ------------ |
| 0  | 05月03日 | 松井一晃 | 衝撃! オリンピックの歴史に残る一戦 | 辻希美 ホラン千秋 | 23:00 - 0:10 |
| 0  | 05月03日 | 池田大介 | 奇跡の実話! 無実の罪から大逆転裁判 | 辻希美 ホラン千秋 | 23:00 - 0:10 |

### レギュラー版

#### 2024年
| 回 | 放送日   | 選出者                                    | テーマ                             | ゲスト                                                                             | 備考                     |
| -- | -------- | ----------------------------------------- | ---------------------------------- | ---------------------------------------------------------------------------------- | ------------------------ |
| 1  | 10月17日 | 潮田玲子                                  | 伝説の名試合                       | 辻希美 劇団ひとり 広瀬アリス 佐藤栞里                                              | 2時間SP（20:00 - 21:54） |
| 1  | 10月17日 | 大林素子                                  | 大熱戦! バレーボール史に残る一戦   | 辻希美 劇団ひとり 広瀬アリス 佐藤栞里                                              | 2時間SP（20:00 - 21:54） |
| 1  | 10月17日 | 中園修二                                  | 執念の捜査! ドラマを超える逮捕劇   | 辻希美 劇団ひとり 広瀬アリス 佐藤栞里                                              | 2時間SP（20:00 - 21:54） |
| 1  | 10月17日 | 室谷光一郎                                | 奇跡! 無実の罪から大逆転裁判       | 辻希美 劇団ひとり 広瀬アリス 佐藤栞里                                              | 2時間SP（20:00 - 21:54） |
| 1  | 10月17日 | オザワ部長                                | 吹奏楽部 取材12年心震えたNo.1演奏  | 辻希美 劇団ひとり 広瀬アリス 佐藤栞里                                              | 2時間SP（20:00 - 21:54） |
| 2  | 10月24日 | 二宮清純                                  | 3時間の死闘！歴史を変えた一戦      | 吉村崇（平成ノブシコブシ） 佐藤栞里 横澤夏子 深澤辰哉（Snow Man）                  |                          |
| 2  | 10月24日 | 國松崇                                    | 99.9%を覆せ! 奇跡の大逆転裁判      | 吉村崇（平成ノブシコブシ） 佐藤栞里 横澤夏子 深澤辰哉（Snow Man）                  |                          |
| 2  | 10月24日 | 田中深雪                                  | 奇跡! 愛犬が繋いだ命の物語         | 吉村崇（平成ノブシコブシ） 佐藤栞里 横澤夏子 深澤辰哉（Snow Man）                  |                          |
| 3  | 10月31日 | 水谷隼                                    | 卓球レジェンド 人生No.1試合        | 柴田理恵 乙葉 佐藤栞里 芝大輔（モグライダー） 栗田航兵（OCTPATH）                  |                          |
| 3  | 10月31日 | 三田紀房                                  | リアル「ドラゴン桜」               | 柴田理恵 乙葉 佐藤栞里 芝大輔（モグライダー） 栗田航兵（OCTPATH）                  |                          |
| 3  | 10月31日 | 佐伯エリ                                  | 人生No.1結婚式 娘から感謝を込めて  | 柴田理恵 乙葉 佐藤栞里 芝大輔（モグライダー） 栗田航兵（OCTPATH）                  |                          |
| 4  | 11月07日 | 中村光宏                                  | 大谷翔平 歴史的ホームラン2024      | 柴田理恵 児嶋一哉（アンジャッシュ） 伊集院光 ウルフ・アロン 佐々木久美（日向坂46） |                          |
| 4  | 11月07日 | 中村麻衣子                                | なぜ逆転?「奇跡の8分間」目撃       | 柴田理恵 児嶋一哉（アンジャッシュ） 伊集院光 ウルフ・アロン 佐々木久美（日向坂46） |                          |
| 4  | 11月07日 | 川合俊一                                  | 最年少が放った奇跡のサーブ         | 柴田理恵 児嶋一哉（アンジャッシュ） 伊集院光 ウルフ・アロン 佐々木久美（日向坂46） |                          |
| 5  | 11月28日 | 松井一晃                                  | 浅田真央 伝説の4分9秒              | 滝沢カレン 柴田理恵 佐藤栞里 森本慎太郎（SixTONES） やす子                         |                          |
| 5  | 11月28日 | 大山加奈                                  | メグvsカナ 伝説 春高バレー         | 滝沢カレン 柴田理恵 佐藤栞里 森本慎太郎（SixTONES） やす子                         |                          |
| 6  | 12月12日 | スポーツ好き外国人1万人                   | 日本人アスリートランキング         | 中岡創一（ロッチ） 篠原涼子 池田美優 梅澤美波（乃木坂46） 内田篤人                 | 2時間SP（20:00 - 21:54） |
| 6  | 12月12日 | 小海途良幹                                | 羽生結弦 奇跡の270秒               | 中岡創一（ロッチ） 篠原涼子 池田美優 梅澤美波（乃木坂46） 内田篤人                 | 2時間SP（20:00 - 21:54） |
| 6  | 12月12日 | 高橋藍                                    | 信じられない攻防戦                 | 中岡創一（ロッチ） 篠原涼子 池田美優 梅澤美波（乃木坂46） 内田篤人                 | 2時間SP（20:00 - 21:54） |
| 7  | 12月19日 | 竹嶋宗也 植野広生 フォーリンデブはっしー  | 木村昴のために選んだカツ丼         | 松本若菜 柴田理恵 佐藤栞里 アンミカ                                                |                          |
| 7  | 12月19日 | 植野広生 田中健介 まるやまひとみ          | 上白石萌歌のために選んだナポリタン | 松本若菜 柴田理恵 佐藤栞里 アンミカ                                                |                          |
| 7  | 12月19日 | スパイシー丸山 南場四呂右 植野広生 はぴい | やす子のために選んだカレー         | 松本若菜 柴田理恵 佐藤栞里 アンミカ                                                |                          |

#### 2025年
| 回 | 放送日   | 選出者                                         | テーマ                                                  | ゲスト                                                                  | 備考                                      |
| -- | -------- | ---------------------------------------------- | ------------------------------------------------------- | ----------------------------------------------------------------------- | ----------------------------------------- |
| 8  | 01月23日 | 旅行好き1万人 阿部亮平（Snow Man）             | 旅行好き1万人が選ぶ! 絶景世界遺産BEST30                 | 名取裕子 内田篤人 横澤夏子 荒川（エルフ）                               |                                           |
| 9  | 02月06日 | 国民1万人                                      | 伝説の女性アイドルSP                                    | 板垣李光人 井森美幸 柏木由紀 柴田理恵 土田晃之                          | 合体3時間SP （本番組パートは20:00-21:54） |
| 10 | 02月20日 | 植野広生 光安弘毅 佐藤樹里                     | 松田元太の大好物 チャーハン                             | 出川哲朗 佐藤栞里 河井ゆずる（アインシュタイン） アン ミカ              |                                           |
| 10 | 02月20日 | 小野寺力 植野広生 塚田亮一                     | 木村昴の大好物 餃子                                     | 出川哲朗 佐藤栞里 河井ゆずる（アインシュタイン） アン ミカ              |                                           |
| 11 | 03月06日 | -                                              | 200万枚売れた名曲! 23曲全部見せますランキング           | 中島健人 柴田理恵 河井ゆずる（アインシュタイン） 横澤夏子               |                                           |
| 12 | 04月17日 | 国民1万人                                      | ドラマ主題歌BEST20! 伝説のシーン全部見せSP              | 阿部亮平（Snow Man） 島崎和歌子 佐藤栞里 河井ゆずる（アインシュタイン） | 2時間SP（21:00 - 22:48）                  |
| 13 | 05月01日 | 国民1万人                                      | 30年前の懐かしの大ヒットランキングBEST20                | 渡辺満里奈 アン ミカ 芝大輔（モグライダー） 吉村崇（平成ノブシコブシ）  |                                           |
| 14 | 05月08日 | 女性1万人                                      | 青春だった懐かしのドラマBEST10                          | 五百城茉央（乃木坂46） 勝地涼 藤本美貴 吉村崇（平成ノブシコブシ）       |                                           |
| 15 | 05月15日 | 国民1万人                                      | 昭和の伝説男性アイドルBEST7                             | やす子 柴田理恵 柏木由紀 柴田英嗣（アンタッチャブル）                   |                                           |
| 16 | 05月22日 | 国民1万人                                      | 25年前の懐かし大ヒットエンタメBEST15                    | 山本舞香 池田美優 柴田理恵 平愛梨 劇団ひとり                            |                                           |
| 17 | 05月29日 | 国民1万人                                      | 小室哲哉の神曲ベスト20                                  | 島崎和歌子 佐々木久美 柳原可奈子 劇団ひとり                             | 90分SP（20:30 - 21:54）                   |
| 18 | 06月12日 | 国民1万人                                      | デビュー40周年中山美穂SP                                | 長野博 佐藤栞里 渡辺満里奈 土田晃之                                     | 90分SP（20:30 - 21:54）                   |
| 19 | 06月26日 | FOD                                            | 古畑任三郎伝説回ベスト10全部見せ!                       | エルフ 佐藤栞里 柴田理恵 吉村崇（平成ノブシコブシ）                     |                                           |
| 20 | 07月17日 | 鬼滅の刃ファン1万人                            | 鬼滅の刃ファン1万人が選ぶ! 心震えた名シーン10連発!      | 渡辺満里奈 池田美優 松田里奈（櫻坂46） 陣内智則                         | 20分繰り下げ （21:20 - 22:14）            |
| 21 | 07月24日 | -                                              | 年間来場者数日本一! USJ人気の秘密に東野渡辺初ロケで迫る |                                                                         |                                           |
| 22 | 07月31日 | -                                              | 美肌つるつる温泉ツアー                                  |                                                                         |                                           |
| 23 | 08月07日 | -                                              | 世界に誇る! 日本の職人のスゴ技25連発SP                  | 川栄李奈 柴田理恵 菅原咲月（乃木坂46） 河井ゆずる（アインシュタイン）   |                                           |
| 24 | 08月21日 | バカリズム 川島明（麒麟） せいや（霜降り明星） | 古畑任三郎神回BEST7                                     | 後藤真希 佐藤栞里 柴田理恵 佐々木久美 森田哲矢（さらば青春の光）        |                                           |

## ネット局

### 特番
| 放送対象地域   | 放送局                    | 系列           | 放送日時            | ネット状況 |        |
| -------------- | ------------------------- | -------------- | ------------------- | ---------- | ------ |
| 関東広域圏     | フジテレビ（CX）          | フジテレビ系列 | 金曜 23:00 - 翌0:10 | 制作局     | 制作局 |
| 北海道         | 北海道文化放送（uhb）     | フジテレビ系列 | 金曜 23:00 - 翌0:10 | 同時ネット |        |
| 岩手県         | 岩手めんこいテレビ（mit） | フジテレビ系列 | 金曜 23:00 - 翌0:10 | 同時ネット |        |
| 宮城県         | 仙台放送（OX）            | フジテレビ系列 | 金曜 23:00 - 翌0:10 | 同時ネット |        |
| 秋田県         | 秋田テレビ（AKT）         | フジテレビ系列 | 金曜 23:00 - 翌0:10 | 同時ネット |        |
| 山形県         | さくらんぼテレビ（SAY）   | フジテレビ系列 | 金曜 23:00 - 翌0:10 | 同時ネット |        |
| 福島県         | 福島テレビ（FTV）         | フジテレビ系列 | 金曜 23:00 - 翌0:10 | 同時ネット |        |
| 新潟県         | NST新潟総合テレビ（NST）  | フジテレビ系列 | 金曜 23:00 - 翌0:10 | 同時ネット |        |
| 長野県         | 長野放送（NBS）           | フジテレビ系列 | 金曜 23:00 - 翌0:10 | 同時ネット |        |
| 静岡県         | テレビ静岡（SUT）         | フジテレビ系列 | 金曜 23:00 - 翌0:10 | 同時ネット |        |
| 富山県         | 富山テレビ（BBT）         | フジテレビ系列 | 金曜 23:00 - 翌0:10 | 同時ネット |        |
| 石川県         | 石川テレビ（ITC）         | フジテレビ系列 | 金曜 23:00 - 翌0:10 | 同時ネット |        |
| 福井県         | 福井テレビ（FTB）         | フジテレビ系列 | 金曜 23:00 - 翌0:10 | 同時ネット |        |
| 中京広域圏     | 東海テレビ（THK）         | フジテレビ系列 | 金曜 23:00 - 翌0:10 | 同時ネット |        |
| 近畿広域圏     | 関西テレビ（KTV）         | フジテレビ系列 | 金曜 23:00 - 翌0:10 | 同時ネット |        |
| 島根県・鳥取県 | さんいん中央テレビ（TSK） | フジテレビ系列 | 金曜 23:00 - 翌0:10 | 同時ネット |        |
| 岡山県・香川県 | 岡山放送（OHK）           | フジテレビ系列 | 金曜 23:00 - 翌0:10 | 同時ネット |        |
| 広島県         | テレビ新広島（tss）       | フジテレビ系列 | 金曜 23:00 - 翌0:10 | 同時ネット |        |
| 愛媛県         | テレビ愛媛（EBC）         | フジテレビ系列 | 金曜 23:00 - 翌0:10 | 同時ネット |        |
| 高知県         | 高知さんさんテレビ（KSS） | フジテレビ系列 | 金曜 23:00 - 翌0:10 | 同時ネット |        |
| 福岡県         | テレビ西日本（TNC）       | フジテレビ系列 | 金曜 23:00 - 翌0:10 | 同時ネット |        |
| 佐賀県         | サガテレビ（STS）         | フジテレビ系列 | 金曜 23:00 - 翌0:10 | 同時ネット |        |
| 長崎県         | テレビ長崎（KTN）         | フジテレビ系列 | 金曜 23:00 - 翌0:10 | 同時ネット |        |
| 熊本県         | テレビくまもと（TKU）     | フジテレビ系列 | 金曜 23:00 - 翌0:10 | 同時ネット |        |
| 鹿児島県       | 鹿児島テレビ（KTS）       | フジテレビ系列 | 金曜 23:00 - 翌0:10 | 同時ネット |        |
| 沖縄県         | 沖縄テレビ（OTV）         | フジテレビ系列 | 金曜 23:00 - 翌0:10 | 同時ネット |        |

### レギュラー時代
| 放送対象地域   | 放送局                    | 系列                                         | 放送日時           | ネット状況 |
| -------------- | ------------------------- | -------------------------------------------- | ------------------ | ---------- |
| 関東広域圏     | フジテレビ（CX）          | フジテレビ系列                               | 木曜 21:00 - 21:54 | 制作局     |
| 北海道         | 北海道文化放送（uhb）     | フジテレビ系列                               | 木曜 21:00 - 21:54 | 同時ネット |
| 岩手県         | 岩手めんこいテレビ（mit） | フジテレビ系列                               | 木曜 21:00 - 21:54 | 同時ネット |
| 宮城県         | 仙台放送（OX）            | フジテレビ系列                               | 木曜 21:00 - 21:54 | 同時ネット |
| 秋田県         | 秋田テレビ（AKT）         | フジテレビ系列                               | 木曜 21:00 - 21:54 | 同時ネット |
| 山形県         | さくらんぼテレビ（SAY）   | フジテレビ系列                               | 木曜 21:00 - 21:54 | 同時ネット |
| 福島県         | 福島テレビ（FTV）         | フジテレビ系列                               | 木曜 21:00 - 21:54 | 同時ネット |
| 新潟県         | 新潟総合テレビ（NST）     | フジテレビ系列                               | 木曜 21:00 - 21:54 | 同時ネット |
| 長野県         | 長野放送（NBS）           | フジテレビ系列                               | 木曜 21:00 - 21:54 | 同時ネット |
| 静岡県         | テレビ静岡（SUT）         | フジテレビ系列                               | 木曜 21:00 - 21:54 | 同時ネット |
| 富山県         | 富山テレビ（BBT）         | フジテレビ系列                               | 木曜 21:00 - 21:54 | 同時ネット |
| 石川県         | 石川テレビ（ITC）         | フジテレビ系列                               | 木曜 21:00 - 21:54 | 同時ネット |
| 福井県         | 福井テレビ（FTB）         | フジテレビ系列                               | 木曜 21:00 - 21:54 | 同時ネット |
| 中京広域圏     | 東海テレビ（THK）         | フジテレビ系列                               | 木曜 21:00 - 21:54 | 同時ネット |
| 近畿広域圏     | 関西テレビ（KTV）         | フジテレビ系列                               | 木曜 21:00 - 21:54 | 同時ネット |
| 島根県・鳥取県 | さんいん中央テレビ（TSK） | フジテレビ系列                               | 木曜 21:00 - 21:54 | 同時ネット |
| 岡山県・香川県 | 岡山放送（OHK）           | フジテレビ系列                               | 木曜 21:00 - 21:54 | 同時ネット |
| 広島県         | テレビ新広島（tss）       | フジテレビ系列                               | 木曜 21:00 - 21:54 | 同時ネット |
| 愛媛県         | テレビ愛媛（EBC）         | フジテレビ系列                               | 木曜 21:00 - 21:54 | 同時ネット |
| 高知県         | 高知さんさんテレビ（KSS） | フジテレビ系列                               | 木曜 21:00 - 21:54 | 同時ネット |
| 福岡県         | テレビ西日本（TNC）       | フジテレビ系列                               | 木曜 21:00 - 21:54 | 同時ネット |
| 佐賀県         | サガテレビ（STS）         | フジテレビ系列                               | 木曜 21:00 - 21:54 | 同時ネット |
| 長崎県         | テレビ長崎（KTN）         | フジテレビ系列                               | 木曜 21:00 - 21:54 | 同時ネット |
| 熊本県         | テレビくまもと（TKU）     | フジテレビ系列                               | 木曜 21:00 - 21:54 | 同時ネット |
| 鹿児島県       | 鹿児島テレビ（KTS）       | フジテレビ系列                               | 木曜 21:00 - 21:54 | 同時ネット |
| 沖縄県         | 沖縄テレビ（OTV）         | フジテレビ系列                               | 木曜 21:00 - 21:54 | 同時ネット |
| 大分県         | テレビ大分（TOS）         | 日本テレビ系列 フジテレビ系列                | 木曜 21:00 - 21:54 | 同時ネット |
| 宮崎県         | テレビ宮崎（UMK）         | フジテレビ系列 日本テレビ系列 テレビ朝日系列 | 木曜 21:00 - 21:54 | 同時ネット |

## スタッフ

### レギュラー（2024年10月 - ）
- ナレーター：服部潤
- 構成：酒井健作、水野将良、小島美一、清山智之、澤井直人、雨宮裕也、田中ひろちか
- リサーチ：田原拓郎、三澤一樹
- TM：大嶋徹
- TD：八柄哲
- CAM：西口雄太【毎週】、大石飛雄馬、田中雅美、増田香菜美、松永大佑、高垣康一、檜山賢一朗【週替り】
- VE：神谷知愛
- 音声：河田菜央佳
- 照明：桂明宏
- 技術協力：共テレ、光影舎、Jeen、JAPAN MEDIA CREATE、スウィッシュジャパン、Heot Beotz、東京オフラインセンター【毎週】、東名運輸、レントシーバー【週替り】
- 美術プロデューサー：徳永法子
- デザイン：永井達也
- 大道具：裏隠居徹
- 大道具操作：田中秀和
- アクリル装飾：鈴木竜、長崎心【週替り】
- 電飾：石井誠
- 装飾：高祖朋代
- メイク：山田かつら
- 美術協力：フジアール
- 編集：藤原悠吏、高木宏輔【週替り】
- MA：ウォッシャム賢人
- 音響効果：高津浩史
- TK：水越理恵
- CG：町田莉果子、生駒良太
- テロップデザイン：久保田真由
- イラスト：中村サトル
- ロゴ：桒野玲、碇山夏美
- 編成：福山晋司（フジテレビ）
- デスク：山田綾乃
- 広報：長田裕依（フジテレビ）
- 番組アーカイブ︰矢田伴之、吉川奈緒美（フジテレビ）【不定期】
- AD︰近藤(堂)留美菜、小野将太郎、李潔音、三澤颯樹、秋山真凛、伊田翔吾、金森良介、西田舞、塚本拓巳、中園さくら、小林真人、平川侑磨
- ディレクター：嘉元規人（アズバーズ）、平田悠起、浅野有紀、遠藤佑将、後藤孝道、諸伏将大、後藤玄希、野崎由佳、菊池弘基（フジテレビ）、須藤瞭
- チーフディレクター：温井精一（フジテレビ）、岡亨、新開嘉見（全員共以前はディレクター）
- AP：川島侑芽乃・磯崎ちえ（イースト）
- プロデューサー：梅原萌・鈴木康祝（イースト）、貞本有紀（ザ・スピングラス）、新本あじあ（新本→2025年5月22日-）
- 演出：小宮泰也（イースト）
- 監修︰堀川香奈（フジテレビ、以前はチーフプロデューサー）
- チーフプロデューサー：島本亮（フジテレビ、2025年6月26日-）
- 制作協力：イースト
- 制作：フジテレビスタジオ戦略本部第3スタジオ（以前は編成総局バラエティ制作局）
- 制作著作：フジテレビ

過去のスタッフ
- イラスト︰グレートインターナショナル
- 編成：阪本理紗（フジテレビ）
- デスク：安藤萌々香
- AD︰渡邉悠太、保谷涼真、福永達也、熊木友也
- 制作進行：上林千秋
- 協力P︰加藤忍、石井祐介、黒﨑遼【週替り】
- ディレクター：加賀佐知子
- AP︰藤田朱里・金岡七星（イースト）、川部里奈、西田樹乃（西田→フジテレビ）
- プロデューサー︰露木彩乃、上原拓真（上原→フジテレビ、2025年4月17日-）

### 特番（2024年5月3日）
- ナレーター：服部潤
- 構成：酒井健作、小鳥美一、水野将良、清山智之
- CAM：吉原輝久
- VE：宇土博喜
- 音声：小竹聡子
- 照明：石川尚正
- 美術プロデューサー：徳永法子
- テロップデザイン：久保田真由
- 編集：水元綾子
- MA：山岸慎一郎
- 音響効果：高津浩史
- CG：生駒良太
- ロゴ：泉伸明
- イラスト：中村サトル
- 裁判監修：池田大介
- 編成：阪本理紗（フジテレビ）
- 広報：長田裕依（フジテレビ）
- デスク：安藤萌々香
- TK：水越理恵
- AD：近藤留美菜、坂本拓巳
- 助監督：青木達也、佐々木甚
- ディレクター：岡亨、窪田俊彦、木村美早紀、北圭吾、新開嘉見、後藤孝道
- 制作進行：上林千秋
- AP：川島侑芽乃（イースト・ファクトリー）
- プロデューサー：梅原萌（イースト・ファクトリー）
- 演出：小宮泰也（イースト・ファクトリー）
- チーフプロデューサー：堀川香奈（フジテレビ）
- 制作協力：イースト・ファクトリー
- 制作：フジテレビバラエティ制作センター
- 制作著作：フジテレビ